# Моначинівка
Моначи́нівка — село в Україні, у Куп'янському районі Харківської області. Входить до складу Кіндрашівської сільської громади. Населення становить 749 осіб.

## Географія
Село Моначинівка розміщене на відстані 15 км від м. Куп'янськ, за 5 км від річки Куп'янка, на відстані 1 км наявне село Василівка. Поруч проходить залізниця, залізнична станція Моначинівка. До села примикають невеликі лісові масиви. У селі бере початок Балка Хвощова.

## Назва
Існує дві версії виникнення назви. За однією з них найменування пішло від прізвища чи то прізвиська козака Моначина, який привів сюди групу людей з Правобережжя Дніпра. Є й така легенда. Місцевість, де поселилися прибулі, була болотистою. В болотах звивали гнізда птиці-кулики, які в народі називали бугаями за те, що вони видавали звуки, схожі з бичачим ревінням. Почути такі звуки, особливо вночі, було моторошно. Люди казали: «То мана якусь лиху справу чинить». Так з'явилася назва Маначинівка, яка згодом перетворилась і стала звучати: «Моначинівка».

## Історія
1747 рік - дата першої згадки про село
Як і тепер, колись Моначинівка мала в центрі великий майдан, з одного боку якого стояв великий будинок пана Георгія Сошальського, а з іншого — церква. І там і там, прибуваючи в тодішню Маначинівку, любив бувати великий український філософ, поет, музикант і просвітник Григорій Савич Сковорода. Пізніше власником будинку став С. Д. Сошальський — герой Бородінської битви.
7 (20) листопада 1917 року, відповідно до Третього Універсалу Української Центральної Ради, увійшло до складу Української Народної Республіки.
До 2020 року орган місцевого самоврядування — Моначинівська сільська рада.
12 червня 2020 року, відповідно до розпорядження Кабінету Міністрів України № 725-р «Про визначення адміністративних центрів та затвердження територій територіальних громад Харківської області», увійшло до складу Кіндрашівської сільської територіальної громади.
24 лютого 2022 року почалася російська окупація села

## Економіка
- Фермерські господарства.

## Об'єкти соціальної сфери
- Школа.
- Медпункт.
- Будинок культури.

## Відомі люди
- Алефіренко Сергій Олександрович (1992—2016) — учасник російсько-української війни. Загинув на Донеччині.